# Николай Лобачевски
Николай Иванович Лобачевски (на руски Николай Иванович Лобачевский) е руски математик, създател на неевклидовата геометрия на Лобачевски.

## Биография
Николай Иванович Лобачевски е един от тримата синове в бедното семейство на чиновника Иван Максимович и Прасковия Александровна. Когато Николай е на седем години, бащата умира. През 1800 г. майката заедно с трите деца се премества да живее в Казан. През 1802 г. Николай Лобачевски започва да учи във финансираната от държавата Казанска гимназия, а пет години по-късно постъпва в новооткрития Казански университет. Създаден е през 1804 г. с указ на император Александър Първи. Професорите са предимно немски учени. В университета цари оживление, студентите учат денонощно.
Голямо влияние върху Лобачевски оказва неговият преподавател Мартин Бартелс (1769 - 1833), който е и приятел на Карл Фридрих Гаус.
През 1811 г. Лобачевски завършва успешно университета с магистърска степен по физика и математика. Три години по-късно е назначен за преподавател в университета. Между 1823 и 1825 г. е декан на факултета по физика и математика, а през 1827 г. е назначен за ректор. На този пост той работи в продължение на 19 години.
В първите години от професурата си Николай Лобачевски се занимава усилено с евклидова геометрия, правейки опити да докаже Петия постулат на Евклид. През 1823 г. представя ръкопис на учебника си по геометрия, в който обаче изложението чувствително се различава от традиционното. Говорейки за Петия постулат, Лобачевски изтъква, че той няма нужда от строго доказателство; нещо повече, приема, че постулатът не е верен и на тази основа изгражда нова аксиоматика на геометрията. Съдбата на ръкописа е печална – даден за анонимна рецензия на Николай Иванович Фус, той бива остро разкритикуван.
Лобачевски прави втори опит през 1836 г. На 23 февруари излага идеите от книгата си „Съкратено изложение на началата на геометрията“ („Сокращенное изложение начала геометрии“) пред факултетното събрание. Днес тази дата се приема за рождена за неевклидовата геометрия, която самият Лобачевски нарича „хиперболична“. Но и този му ръкопис не е публикуван веднага - едва през 1829 - 1830 г. първата част от него излиза в „Казански вестник“.
През 1835 г. излиза „Въображаема геометрия“ („Воображаемая геометрия“), а през 1835 - 1838 - и „Нови начала на геометрията с пълна теория на успоредните линии“ („Новые начала геометрии с полной теорией параллельных линии“). Заради тези негови трудове Гаус, който се запознава с тях през 1841 г., го предлага за член-кореспондент на Гьотингенското научно дружество. В Русия обаче признание преживе той така и не получава; през 1846 г. се оказва фактически отстранен от университета.
В края на живота си Лобачевски губи зрението си и затова се налага да диктува последния си труд „Пангеометрия“, в който излага своите идеи за връзките между анализа, алгебрата, геометрията и физиката.

## Геометрия на Лобачевски
В евклидовата геометрия, изложена в съчинението на Евклид „Елементи“ той се стреми да изведе от 5 аксиоми и 5 постулата всички останали геометрични твърдения. Геометрите след него се затрудняват от сложността на Петия постулат и векове се опитват да го докажат като теорема въз основа на останалите четири. Оригиналната формулировка на този постулат е следната:
Ако една права линия пада върху две прави линии така, че вътрешните ъгли от едната страна са заедно по-малки от два прави ъгъла, то правите линии, ако се продължат безкрайно, се срещат от страната, от която ъглите са по-малки от два прави ъгъла.
Други математици дават по-опростени еквивалентни формулировки на този „постулат на успоредността“. Например, ако са дадени права l и точка A, нележаща на нея, то през A може да се прекара само една права, успоредна на l (аксиома на успоредните прави).
Лобачевски приема аксиомата за успоредните прави на Евклид като ограничение. Според него тя е твърде силно изискване, което ограничава възможностите да се описват свойствата на пространството. Той заменя тази аксиома с по-общото твърдение, че в равнината през точка, нележаща на дадена права, минава повече от една права, която не пресича дадената права. Въз основа на това твърдение той изгражда нова геометрия, коренно различна от евклидовата, която днес заслужено носи неговото име.
Лобачевски не е единственият изследовател в тази нова област на математиката. Независимо от него унгарският математик Янош Бояй публикува през 1832 г. свой труд на тема неевклидова геометрия. Великият немски математик Карл Фридрих Гаус по същото време стига до резултатите на Лобачевски, но се страхува от неразбиране и не публикува изследванията си. Той оценява високо постигнатото от Лобачевски.
Лобачевски получава ценни резултати и в други дялове на математиката. В алгебрата разработва нов метод за приближено решаване на уравнения, а в математическия анализ доказва редица теореми за тригонометричните редове, уточнява понятието за непрекъсната функция и др.